# Есеновичский район
Есеновичский район — административно-территориальная единица в составе РСФСР, существовавшая в 1929—1958 годах.
Административный центр — село Есеновичи.

## История
Образован в 1929 году как Есеновский район в составе Тверского округа Московской области.
В состав района первоначально входили сельсоветы: Андреевский, Бобровецкий, Богайкинский, Борзынский, Боровский, Деревский, Думенский, Елехновский, Елоховский, Есеновский, Заходский, Иловецкий, Крутецкий, Кузловский, Кукаркинский, Лахновский, Матеевский, Михайловский, Мало-Васильковский, Мало-Вишенский, Нурмекундский, Островецкий, Первитинский, Печениковский, Пипиковский, Плотиченский, Семеновский, Сидоровский, Старский, Сушинский, Турлаевский и Фешенский.
В мае 1930 года из Вышневолоцкого района в Есеновский был передан Лужниковский с/с.
23 июля 1930 г. переподчинен непосредственно облисполкому. В начале 1930-х годов употреблялось название Ясеновичский район.
29 января 1935 года Ясеновичский (Есеновичский) район вошёл в состав Калининской области. В дальнейшем закрепилось название Есеновичский район.
В 1940 году в состав района входили следующие сельсоветы:
1. Андреевский
2. Бобровецкий
3. Богайкинский
4. Борзынский
5. Боровский
6. Деревский
7. Елоховский
8. Есеновский
9. Заходский
10. Иловецкий
11. Козловский
12. Крутецкий
13. Кузнечихинский
14. Кукаркинский
15. Матеевский
16. Михайловский
17. М. Васильковский
18. М. Вишенский
19. Нурмекундский
20. Островецкий
21. Первитинский
22. Плотиченский
23. Сидоровский
24. Старский
25. Сушинский
26. Турлаевский
27. Фешенский

Упразднен 22 августа 1958 года.
Территория Есеновичского района входит в состав Вышневолоцкого, Кувшиновского, Фировского и Торжокского районов Тверской области.